# Медулин
Медулин (хорв. Medulin) — населений пункт і громада в Істрійській жупанії Хорватії.

## Населення
Населення громади за даними перепису 2011 року становило 6 481 осіб, 1 з яких назвала рідною українську мову. Населення самого поселення становило 2 777 осіб.
Динаміка чисельності населення громади:
Динаміка чисельності населення центру громади:

## Населені пункти
Крім поселення Медулин, до громади також входять: 
- Баньоле
- Пєщана Увала
- Помер
- Премантура
- Валбонаша
- Винкуран
- Винтіян

## Клімат
Середня річна температура становить 14,29 °C, середня максимальна – 27,19 °C, а середня мінімальна – 1,20 °C. Середня річна кількість опадів – 777 мм.
| Клімат поселення                              | Клімат поселення | Клімат поселення | Клімат поселення | Клімат поселення | Клімат поселення | Клімат поселення | Клімат поселення | Клімат поселення | Клімат поселення | Клімат поселення | Клімат поселення | Клімат поселення | Клімат поселення |
| Показник                                      | Січ.             | Лют.             | Бер.             | Квіт.            | Трав.            | Черв.            | Лип.             | Серп.            | Вер.             | Жовт.            | Лист.            | Груд.            |                  |
| Середній максимум, °C                         | 10,26            | 10,69            | 13,67            | 17,10            | 21,63            | 25,50            | 27,19            | 27,07            | 22,81            | 18,64            | 13,56            | 10,37            |                  |
| Середня температура, °C                       | 5,74             | 6,16             | 9,13             | 12,56            | 17,11            | 20,97            | 23,88            | 23,75            | 19,51            | 15,34            | 10,26            | 7,06             |                  |
| Середній мінімум, °C                          | 1,20             | 1,64             | 4,60             | 8,04             | 12,56            | 16,43            | 20,56            | 20,44            | 16,21            | 12,01            | 6,93             | 3,76             |                  |
| Норма опадів, мм                              | 66               | 53               | 55               | 60               | 52               | 57               | 36               | 61               | 73               | 91               | 100              | 73               |                  |
| Середньомісячна швидкість вітру, м/с          | 2.78             | 3.00             | 3.10             | 2.98             | 2.62             | 2.53             | 2.56             | 2.50             | 2.63             | 2.86             | 3.10             | 3.00             |                  |
| Середньомісячна сонячна радіація, кДж/м²·день | 4570             | 7473             | 10898            | 15601            | 20086            | 22069            | 23114            | 19973            | 14495            | 9394             | 5015             | 3887             |                  |
| --------------------------------------------- | ---------------- | ---------------- | ---------------- | ---------------- | ---------------- | ---------------- | ---------------- | ---------------- | ---------------- | ---------------- | ---------------- | ---------------- | ---------------- |
| Джерело:                                      |                  |                  |                  |                  |                  |                  |                  |                  |                  |                  |                  |                  |                  |